# Кубок Сул-Мінас
Кубок Сул-Мінас (порт. Copa Sul Minas) — колишній бразильський футбольний турнір, в якому беруть участь команди Південного регіону і штату Мінас-Жерайс.
З 2000 року переможці Кубка Сул-Мінас отримував можливість грати в Кубку чемпіонів Бразилії.
Кубок замінив собою Копа Сул, який розігрувався лише одного разу. Всього було проведено чотири розіграші, останній у 2002 році.

## Копа Сул
| Рік  | Фінал                    | Фінал                           | Фінал    | Півфіналісти                    | Півфіналісти               | Півфіналісти |
| Рік  | Переможець               | Рахунок                         | Фіналіст | Півфіналісти                    | Півфіналісти               | Півфіналісти |
| ---- | ------------------------ | ------------------------------- | -------- | ------------------------------- | -------------------------- | ------------ |
| 1999 | Ріу-Гранді-ду-Сул Греміо | 2 — 1 0 — 2 1 — 0 Загалом 3 — 2 | Парана   | Ріу-Гранді-ду-Сул Інтернасьонал | Парана Атлетіко Паранаенсе |              |

## Копа Сул-Мінас
| Рік  | Фінал                        | Фінал                     | Фінал                      | Півфіналісти                 | Півфіналісти                 | Півфіналісти |
| Рік  | Переможець                   | Рахунок                   | Фіналіст                   | Півфіналісти                 | Півфіналісти                 | Півфіналісти |
| ---- | ---------------------------- | ------------------------- | -------------------------- | ---------------------------- | ---------------------------- | ------------ |
| 2000 | Мінас-Жерайс Америка Мінейро | 1 — 0 2 — 1 Загалом 3 — 1 | Мінас-Жерайс Крузейро      | Парана Атлетіко Паранаенсе   | Парана                       |              |
| 2001 | Мінас-Жерайс Крузейро        | 2 — 0 3 — 0 Загалом 5 — 0 | Парана Корітіба            | Мінас-Жерайс Америка Мінейро | Ріу-Гранді-ду-Сул Греміо     |              |
| 2002 | Мінас-Жерайс Крузейро        | 2 — 1 1 — 0 Загалом 3 — 1 | Парана Атлетіко Паранаенсе | Ріу-Гранді-ду-Сул Греміо     | Мінас-Жерайс Америка Мінейро |              |

## Титулів у команд
- Крузейро 2 кубка
- Америка Мінейро 1 кубок
- Греміо 1 кубок (Копа Сул)